# St. Martin (Pölling)

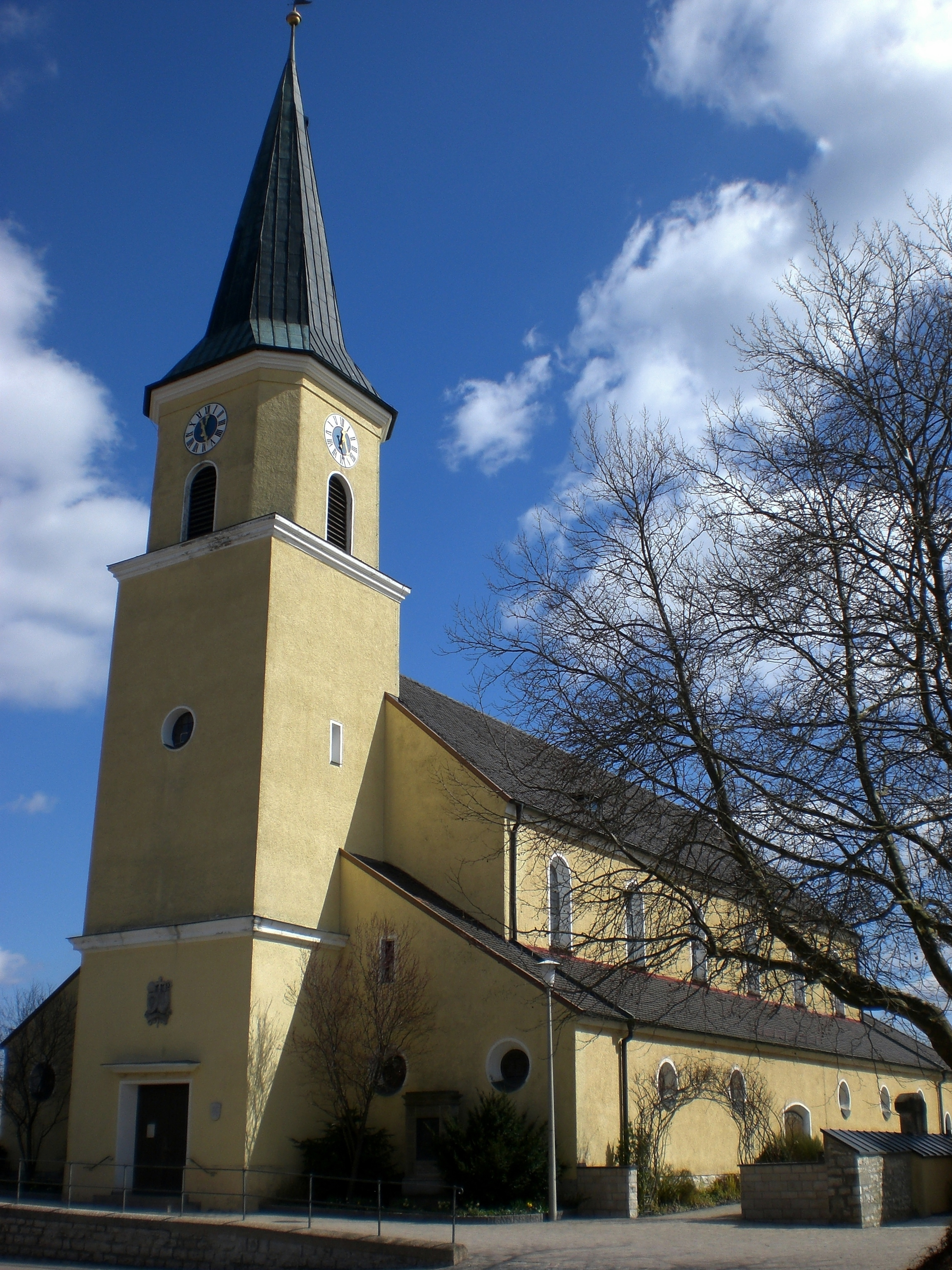
St. Martin (Pölling)

Die römisch-katholische, denkmalgeschützte Pfarrkirche St. Martin steht in Pölling, einem Gemeindeteil der Großen Kreisstadt Neumarkt in der Oberpfalz. Die Kirche gehört zum Dekanat Neumarkt in der Oberpfalz des Bistums Eichstätt. Das Bauwerk ist unter der Denkmalnummer D-3-73-147-83 als Baudenkmal in die Bayerische Denkmalliste eingetragen.

## Beschreibung
Die Basilika mit drei Kirchenschiffen wurde 1934–36 nach einem Entwurf von Friedrich Haindl unter Einbeziehung von Teilen des Vorgängerbaus aus der ersten Hälfte des 18. Jahrhunderts erbaut. Im Osten hat sie einen eingezogenen, dreiseitig geschlossenen Chor. Im Westen steht der dreigeschossige Fassadenturm auf quadratischem Grundriss; das oberste Geschoss mit abgeschrägten Ecken beherbergt die Turmuhr und den Glockenstuhl und ist mit einem achtseitigen Knickhelm bedeckt, der 1977 erneuert wurde. Der Innenraum des Mittelschiffs ist mit einer Flachdecke überspannt, der des Chors mit einem Tonnengewölbe. Zur Kirchenausstattung gehört ein Hochaltar, der von den Statuen des Johannes Evangelist und des Johannes der Täufer flankiert wird. Die Orgel wurde 1987 von Andreas M. Ott gebaut.